# Capitalismo industrial
O surgimento do capitalismo industrial se deve em grande parte ao desenvolvimento tecnológico. As empresas evoluíram de manufaturas para mecanizadas. O Capitalismo Industrial é uma fase da história do capitalismo que ocorreu de 1780 a 1870, na qual baseia-se em classes sociais e dividem-se em: trabalhadores assalariados, proprietários de terra arrendada e a burguesia industrial. Essas classes moldam suas identidades de acordo com normas comportamentais que são continuamente repetidas para seguir padrões socialmente aceitos. Embora essas normas nem sempre sejam explicitamente articuladas, elas influenciam as formas de viver e interagir no ambiente urbano. A delimitação desses comportamentos é especialmente visível quando se considera as questões relacionadas aos desvios da heterônoma. Os escritores da época Adam Smith, John Locke, Karl Marx e outros conceituaram a "máquina" da sociedade (cada um dentro de suas ideologias), fazendo com que se entendessem e colocassem em prática no capitalismo industrial esses conhecimentos. Os escritores da época Adam Smith, John Locke, Karl Marx e outros conceituaram a "máquina" da sociedade (cada um dentro de suas ideologias), fazendo com que se entendessem e se colocassem em prática no capitalismo industrial esses conhecimentos.

## História: do capitalismo comercial ao capitalismo industrial
O capitalismo comercial precedeu o capitalismo industrial. Marx, em O Capital, afirma que o capitalismo comercial se caracterizava por ser exterior à produção - o lucro advinha do transporte e comercialização das mercadorias produzidas de forma pré-capitalista (os trabalhadores ainda não eram separados da propriedade dos meios de produção e eles vendiam ao capitalista comercial apenas o excedente de sua produção). Em contraposição, o capitalismo industrial adentrou na produção de mercadorias, formatou a produção de modo que o lucro é o objetivo direto das coisas produzidas, e, para tal, separou a população de seus meios de produção e formou uma classe que, sem ter meios de vida, vê-se necessitada de vender sua capacidade de trabalhar (força de trabalho) como uma mercadoria a fim de conseguir um salário que lhe permita sobreviver. Essa classe é o proletariado. Comprando a capacidade de agir e atuar da população, os capitalistas agora possuem o poder de tornar toda a produção em produção para o capital. O trabalho assalariado é, pois, a relação social fundamental do capitalismo industrial. A economia contemporânea surgiu com a necessidade das elites industriais daquela época tentarem justificar seus lucros frente as cobranças da sociedade.

## Tempos presentes
A sociedade dos tempos atuais se caracteriza pela generalização do trabalho assalariado na produção de praticamente tudo (de ventiladores a obras cinematográficas), e, neste sentido, ela é uma continuidade do capitalismo industrial, que se difundiu no mundo inteiro. Tanto nos países chamados capitalistas quanto nos chamados socialistas, a mercadoria força de trabalho, comprada seja por empresas seja por instituições estatais, é a fonte da riqueza material, isto é, a relação social fundamental do capitalismo industrial se aplica a ambos.

## Capitalismo comercial - Um pouco mais sobre o capitalismo
- O processo de expansão marítimo-comercial europeu ocorrido no fim do século XV marcou a primeira fase do sistema capitalista. Com a intensificação do comércio manufatureiro e a necessidades de novos mercados consumidores que fornecessem matéria prima barata, as principais potencias marítimas europeias decidiram ir em busca de novas rotas comerciais, com a finalidade de acabar a hegemonia italiana , que controlava o comércio oriental via rota do mediterrâneo.
- Esse período marcou o acumulo de capitais realizados a partir das trocas de mercadorias, oriundas das descobertas e conquistas territoriais , bem como a escravização dos negros , em sua maioria africanos, causando um verdadeiro genocídio contra  os povos nativos das regiões conquistadas ( America e Africa )
- A fim de promover a estabilidade e o crescimento econômico das nações, o sistema tinha como perfil a intervenção estatal na economia , que colocava o poder centralizado nas mãos dos monarcas. A economia que colocava o poder centralizado nas mãos dos monarcas. A economia tinha seu funcionamento baseado na doutrina mercantilista, que afirmava que a riqueza de um pais era medida pela sua quantidade de metais preciosos. Esse princípio foi denominado de metalismo.